# Hippolytia syncalathiformis
Hippolytia syncalathiformis là một loài thực vật có hoa trong họ Cúc. Loài này được C.Shih mô tả khoa học đầu tiên năm 1979.